# Anna Bessonova
Anna Vladimirovna Bessonova ou Hanna Volodymyrivna Bezsonova, em russo:  Анна Владимировна Бессонова e, em ucraniano:  Ганна Володимирівна Безсонова, (Kiev, 29 de julho de 1984) é uma ex-ginasta ucraniana que competiu na modalidade rítmica da ginástica.
Seu pai é o ex-jogador e atualmente técnico de futebol Volodymyr Bezsonov e sua mãe, Viktoriya Bezsonova, foi duas vezes campeã mundial no conjunto de ginástica rítmica. Conquistou, na ginasta rítmica, o bronze olímpico nos Jogos de 2004, assim como o pai, que, pela extinta Seleção Soviética, ganhou nos de 1980. Mais conhecida no mundo por seu nome russificado de Anna Bessonova, conquistou a medalha de ouro nos Campeonatos Mundiais de Ginástica Rítmica de Madrid 2001 (por equipe), Budapeste 2003 (no aro e nas maças), Patras 2007 (individual geral).